# Laxenecera pulchella
Laxenecera pulchella är en tvåvingeart som beskrevs av H. Oldroyd 1970. Laxenecera pulchella ingår i släktet Laxenecera och familjen rovflugor. Inga underarter finns listade i Catalogue of Life.